# Волосковцы (Черниговская область)
Воло́сковцы (укр. Волосківці) — село в Корюковском районе Черниговской области Украины. Население 849 человек. Занимает площадь 2,51 км². Расположено на реке Дяговка.

## География
Через село протекает река Дяговка, правый приток Мены.

## История
Близ села, в урочище Замок городище древнерусского времени. В 1765 году в селе была построена Успенская церковь.
17 июля 2020 года в результате административно-территориальной реформы село в состав Менской городской общины Корюковского района Черниговской области.

## Здесь родился
- Троцкий, Виталий Николаевич — российский генерал-адъютант, генерал от инфантерии.
- Пархоменко, Терентий Макарович — кобзарь, известная личность с черниговского Полесья, учился у кобзаря Андрея Гайденко.
- Гайдамака, Анатолий Васильевич — советский художник-монументалист.
- Авраменко, Геннадий Викторович — советский спортсмен, бронзовый призёр Олимпиады (1988) по стрельбе.